# 富木常忍

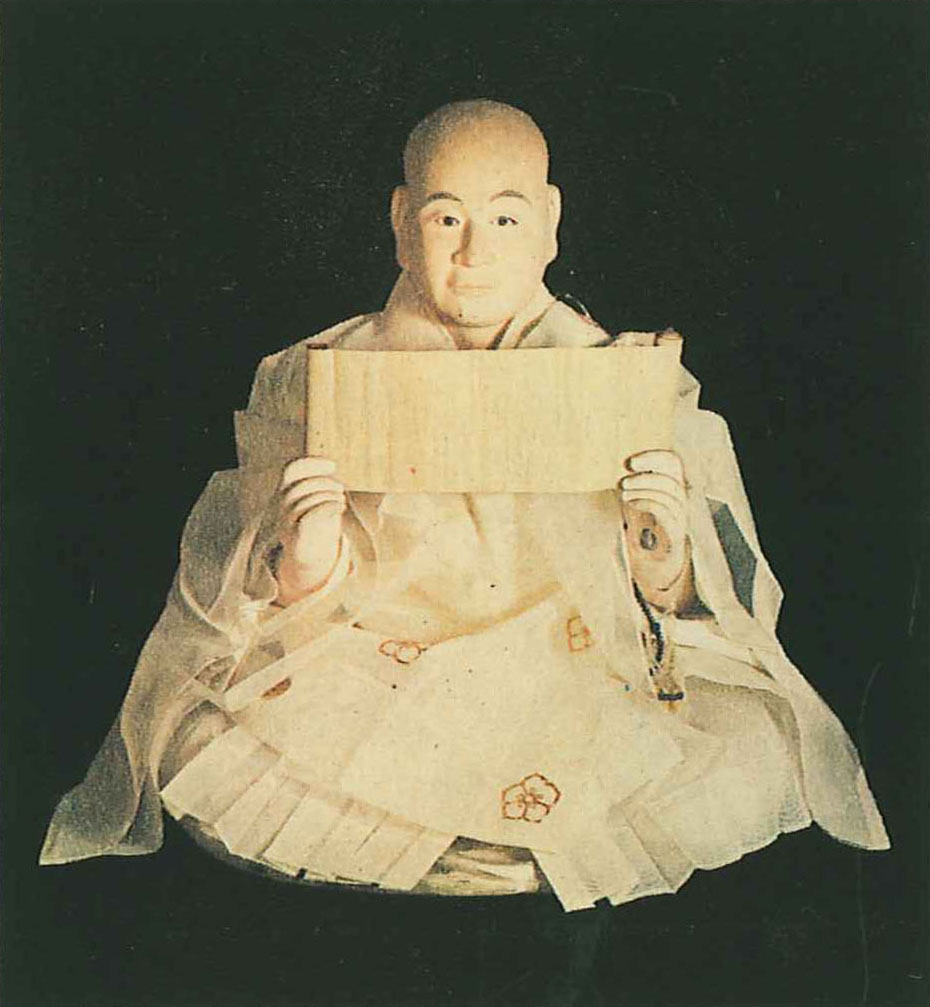
富木日常座像（天正年間造立）

富木 常忍（とき じょうにん/つねのぶ、建保4年（1216年）- 永仁7年3月20日（1299年4月21日））は、鎌倉時代の下総国の豪族、法華宗（日蓮宗）の僧。号は日常、常修院。因幡国の出身。中山門流の祖師とされる。

## 略歴
下総国守護千葉氏の被官で、下総国八幡荘若宮に住んだ。建長5年（1253年）、日蓮の法華宗義に帰依し、下総における日蓮門下の有力な信者となった。その識字力の高さなどを見込まれて「観心本尊抄」をはじめ多くの著作や書状を日蓮から送られた。常忍は佐渡へ配流された日蓮を援助したうえ、養子の日頂を入門させて法華経の活動を支えた。建長7年（1255年）、若宮の自邸内に法華堂を建立し、文永11年（1274年）に寺号を法華寺とした。弘安5年（1282年）、日蓮の没後に出家して日常と号した。晩年は日頂との間に軋轢が生まれ、日蓮の遺文の収集につとめ、その目録を「常修院本尊聖教事」として纏めた。
天文14年（1545年）、太田乗明が建立した本妙寺と法華寺が合併し、法華経寺となった。その門流はのちに、中山門流と称される日蓮宗の中でも有力教団に発展する。なお、法華経寺に遺された日蓮の遺文の中には千葉氏関係の紙背文書が含まれている。これは、当時紙が貴重であったために日蓮が千葉氏の行政官人であった常忍より、不要となった文書を譲り受けてその裏面に執筆したからであると推定されている。

## 演じた俳優

### 映画
- 丹波哲郎（『日蓮 (映画)』、1979年、中村登監督）